# لدتسه (ناحیه هرادتس کرالووه)
لدتسه (به چکی: Ledce) یک منطقهٔ مسکونی در جمهوری چک است که در ناحیه هرادتس کرالووه واقع شده‌است. لدتسه ۲۶۹ نفر جمعیت دارد.